# Раскатов, Евгений Николаевич
Евге́ний Никола́евич Раска́тов (род. 26 марта 1981) — лютеранский пастор, настоятель церкви Святой Анны (Анненкирхе) в Санкт-Петербурге, главный секретарь Евангелическо-лютеранской Церкви Ингрии, проповедник, блогер, популяризатор христианства.

## Биография
Евгений Раскатов родился в Минске. Когда ему было 5 лет, семья переехала в Ленинград. В 2001 году поступил в Русский христианский гуманитарный институт, однако учёбу там не окончил. Позже отучился в Теологическом институте Церкви Ингрии. С молодости увлекался диск-гольфом, в 2007 году представлял Россию на чемпионате Европы.
Занимался бизнесом: создавал групповые квесты за границей, продавал музыкальные инструменты: привозил из США гитары, микрофоны, кабели. Среди покупателей Евгения были лидер группы ДДТ Юрий Шевчук, музыканты «Ленинграда» и Billy’s Band.

### Духовные поиски
По словам Евгения, кроме того, что его крестили и водили в церковь на Пасху, особые религиозные ритуалы в семье не исполняли. Однако вопрос существования Бога увлекал его с раннего возраста.
Евгений рассказывает про свой взгляд на религию: 

«Бог вдохнул в человека дыхание жизни, это дыхание – ниточка между человеком и Богом. Слово “религия” часто ругают, но оно переводится как “воссоединение” — восстановление соединения, которое было разорвано. Эту нехватку соединения, понимание того, что я с кем-то, с чем-то должен соединиться, человек часто ощущает и пытается его чем-то заменить. Желание соединиться с чем-то, конечно, и у меня в сердце было».— Евгений Раскатов, интервью телеканалу ТБН.
В юности будущий пастор скептически относился к мысли о том, что какая-то религия может являться истинной. Какое-то время алкоголь и наркотики были для него попыткой обрести свободу и нечто настоящее: «Мой путь был не всегда путём к Богу, он часто был от Него, спиной к Нему и порой я от Него даже убегал». Некоторое время Евгений считал себя атеистом. Позже, задумавшись о том, существует ли истина вне этого мира и оставил ли Создатель человечеству некое знание о Себе, обратил внимание на Библию. Евгений признаётся, что уверовал в Бога, читая Нагорную проповедь, именно она вдохновила его принять решение стать учеником Иисуса Христа:

«Евангелие — это Христос, через которого ты приходишь к Отцу, который тебя сотворил. Осознание этого сделало меня христианином. Именно Писание помогло мне встретиться с Богом».— Евгений Раскатов, интервью телеканалу ТБН.
.
Первой церковью, в которую пришёл Евгений, стала Армия спасения, куда он попал, воруя газеты из почтовых ящиков — вытащив однажды приглашение на христианскую молодежную встречу, подросток решил, что оно адресовано именно ему. В Армии спасения он впервые познакомился с верующими людьми, участвовал в христианских лагерях, а также встретил свою будущую жену Наталью.
Позже Евгений с семьёй переехал в Гатчину и посещал местные храмы различных конфессий, в поисках той церкви, где ему захотелось бы остаться. Так, в 2004 году он стал регулярно посещать евангелическо-лютеранскую церквь Святого Петра. Тогда же Евгений начал знакомиться с лютеранским вероучением, которое привлекло его балансом между традицией и верностью Священному Писанию, выраженной в принципе Sola Scriptura.
В 2015 году Евгений Раскатов был призван на служение в качестве священнослужителя, рукоположён в диаконы и направлен на работу в миссионерский отдел Евангелическо-лютеранской Церкви Ингрии, руководителем которого он оставался до 2023 года. С 2023 года служит главным секретарём Церкви Ингрии.

### Служение в Анненкирхе
В 2015 году епископ Церкви Ингрии Арри Кугаппи предложил Евгению начать миссионерскую работу в недавно переданном историческом здании церкви Святой Анны на Кирочной улице. Придя в Анненкирхе, Евгений вспомнил, что впервые оказался здесь в 17 лет в 1998 году на концерте группы “Н.О.М.” — в то время он мечтал стать рок-музыкантом. В интервью Евгений рассказывает: «Желание поиска истины, чего-то настоящего и живого, привело меня тогда в рок-музыку как к тому, что имеет протестное настроение, а впоследствии привело и к Богу». Евгений вспоминает, что осматривая в 2015 году здание обгоревшей церкви, он сказал: «Это может быть делом чьей-то жизни». Вскоре именно диакона Евгения Раскатова, руководителя миссионерского отдела Церкви Ингрии, назначили попечителем общины Анненкирхе с целью выстроить взаимодействие с представителями творческих коллективов и художниками и использовать коллаборацию церкви и деятелей искусств для возрождения жизни общины и привлечения новых прихожан. Одним из основных условий проведения мероприятий в Анненкирхе стало выступление отца Евгения перед каждым концертом или открытием выставки.
Со вступления Евгения Раскатова на должность настоятеля прихода Святой Анны, развивается позиционирование Анненкирхе в качестве «другой церкви», отличающейся от большинства других храмов подчеркнутым дружелюбием и креативностью, что принесло свои плоды — под руководством отца Евгения начала быстро расти и формироваться молодая христианская община. Сегодня Анненкирхе известна не только как лютеранская церковь и духовное место, но и как модное культурное пространство города. Наравне с богослужениями здесь проходят концерты, выставки и другие мероприятия. 

«Прежде всего Анненкирхе — это церковь, а свои творческие проекты мы используем как язык коммуникации с внешним миром»— так объясняет сегодняшнюю концепцию Анненкирхе Евгений Раскатов.
Весной 2017 года отец Евгений начал проводить в Анненкирхе курс «Основы христианской веры», благодаря которому в церкви появились новые прихожане. На курсе настоятель доступно и с юмором рассказывает о вере и Боге. Сегодня курс «Основы христианской веры» проходит во многих лютеранских церквях России.
В 2017 году вместе с сотрудниками церкви отец Евгений начал вести блог на YouTube о жизни Анненкирхе под слоганом «Блог самой необычной церкви», в котором публикуется сериал о жизни общины, познавательные ролики о путешествиях по библейским местам, церквям, выставкам и музеям современного искусства в разных странах, а также разборы Библии с различными известными людьми. Отец Евгений вместе с командой Анненкирхе часто путешествует по миру и регулярно делится впечатлениями в своём блоге.
Был рукоположен в сан пастора 26 декабря 2021 года. Рукоположение совершил епископ Церкви Ингрии Иван Лаптев.
Евгений Раскатов является основателем арт-группы «Зерно» — креативного сообщества, появившегося в стенах «той самой сгоревшей церкви» Анненкирхе,  считающее своей миссией разговор о вечном на языке современного искусства, понятном человеку XXI века.
Настоятель Анненкирхе вместе с сотрудниками церкви регулярно участвует в различных культурных мероприятиях — форумах, биеннале и паблик-токах как в России, так и зарубежом, среди которых, например, фестиваль «Открытый город», Национальная духовная трапеза, Европейский молитвенный завтрак, молитвенный завтрак в США и др..

## Семья
Женат на Наталье Раскатовой с 2003 года, имеет троих детей.